# Stiftsgymnasium Admont
Das Stiftsgymnasium Admont (auch: Stiftsgymnasium der Benediktiner in Admont) ist ein neusprachliches Gymnasium und Realgymnasium sowie Realgymnasium mit musischem Schwerpunkt in Admont. Es wird von den Benediktinern des Stiftes Admont als Privatschule mit Öffentlichkeitsrecht unterhalten und befindet sich in einem Anbau des Stiftsgebäudes. Das Stiftsgymnasium besteht seit 1644.

## Geschichte
Abt Urban Weber (auch als Urban Textor bekannt) stiftete im Jahr 1644 ein Gymnasium in den Räumen des damaligen Klosters. Seit 1820 wurde dieses als Unterstufengymnasium geführt und war der Ausbildung der im Stift ansässigen Sängerknaben gewidmet, diese Form bestand bis 1921. In diesem Jahr wurde das Gymnasium in der heutigen Form gegründet und bekam auch das Öffentlichkeitsrecht. Anfangs und bis in die siebziger Jahre waren die meisten Schüler im Internat (Konvikt) untergebracht. In den Jahren von 1938 bis 1945 war das Gymnasium geschlossen, im Stift wurde durch die neuen Machthaber eine „Oberschule für Jungen“ untergebracht.
Im Jahr 2012 kamen erstmals auch Vorwürfe schweren sexuellen Missbrauchs aus den 1970er Jahren an die Öffentlichkeit. Im Schuljahr 1999/2000 wurde das Internat geschlossen. Ab dem Schuljahr 1973/74 wurden am Stiftsgymnasium Mädchen aufgenommen; in diesem Jahr wurde auch das Schulgebäude neu errichtet, in den Jahren 1993 und 2004 wurde es erweitert und in den Jahren 2014 bis 2018 grundlegend saniert.

## Schülerverbindung
Das Stiftsgymnasium Admont ist Stammschule der 1973 in Liezen gegründeten katholischen Schülerverbindung K.Ö.St.V. Wolkenstein Liezen zu Admont. Schon in den dreißiger Jahren gab es kurzzeitig eine Schülerverbindung vor Ort, diese trug den Namen des benachbarten Schlosses „Röthlstein“. Die heutigen Farben und die Mütze wurde von „Wolkenstein“ bei der Gründung übernommen.
Die Verbindung ist farbentragend, nichtschlagend und Mitglied im Mittelschüler-Kartell-Verband. Seit dem Jahr 2011 hat sie ihr Verbindungsheim im Mayerhof des Stiftes Admont.
Ihr Wahlspruch lautet „Stark im Glauben, Treu der Heimat“
Sie bekennt sich zu den vier Prinzipien des MKV.

## Bekannte Altadmonter
Die Absolventen des Stiftsgymnasiums werden als „Altadmonter“ bezeichnet. Bis heute existiert kein Absolventenverein wie an anderen Schulen.
Bekannte Altadmonter sind unter anderem:
- Teddy Podgorski (1935–2024), Journalist
- Bruno Hubl (* 1947), Abt des Stiftes Admont
- Gerhard Reiweger (* 1952), Botschafter
- Hartwig Löger (* 1965), Finanzminister
- Michael Fleischhacker (* 1969), Journalist
- Elisabeth Breuer-Rechberger (* 1984), Sopranistin
- Ferdinand Schmalz (* 1985), Dramatiker
- Mario Rom (* 1990), Trompeter
- Lukas Hasler (* 1996), Konzertorganist